# Tinospora
Tinospora är ett släkte av tvåhjärtbladiga växter. Tinospora ingår i familjen Menispermaceae.

## Bildgalleri

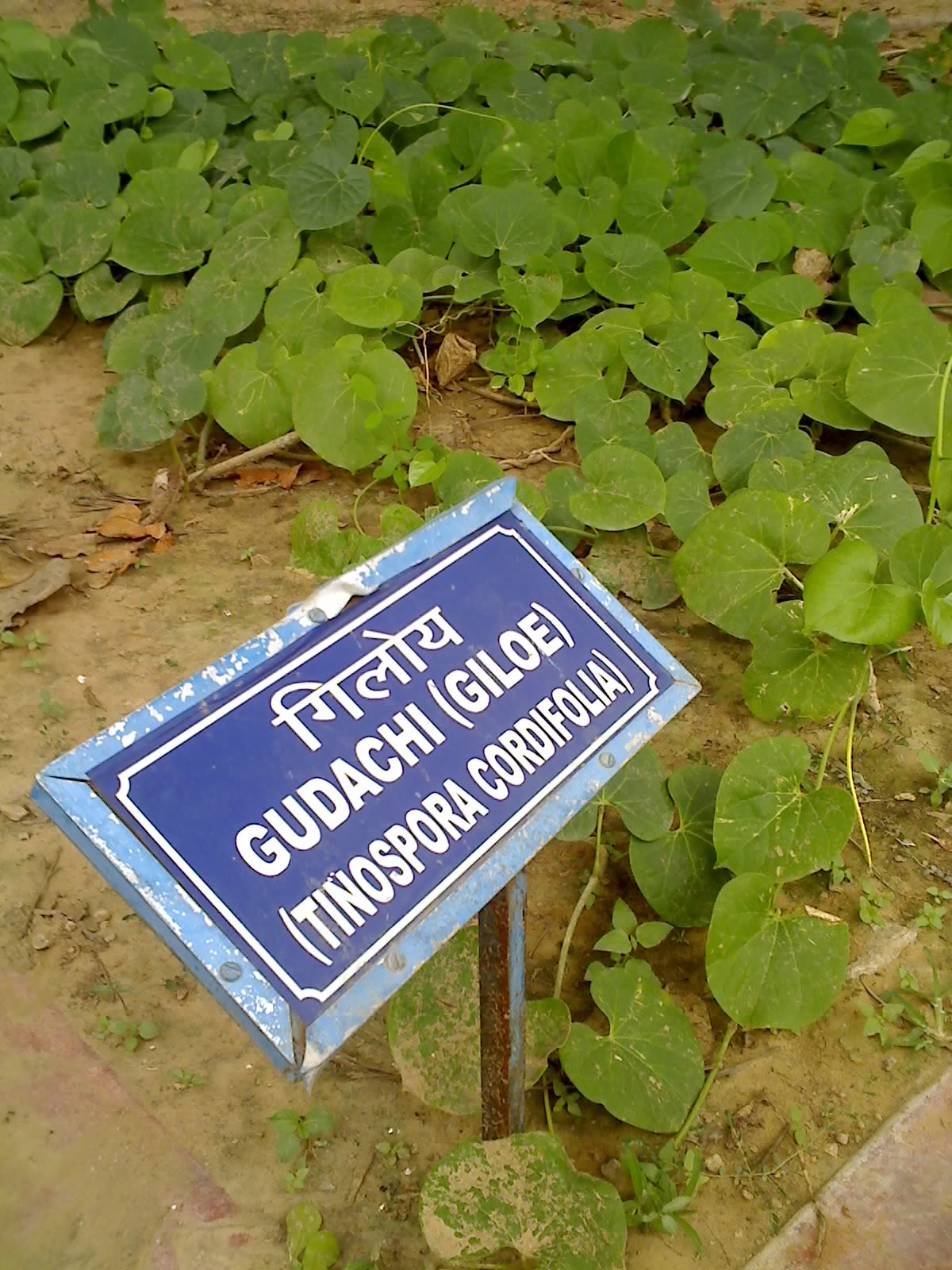
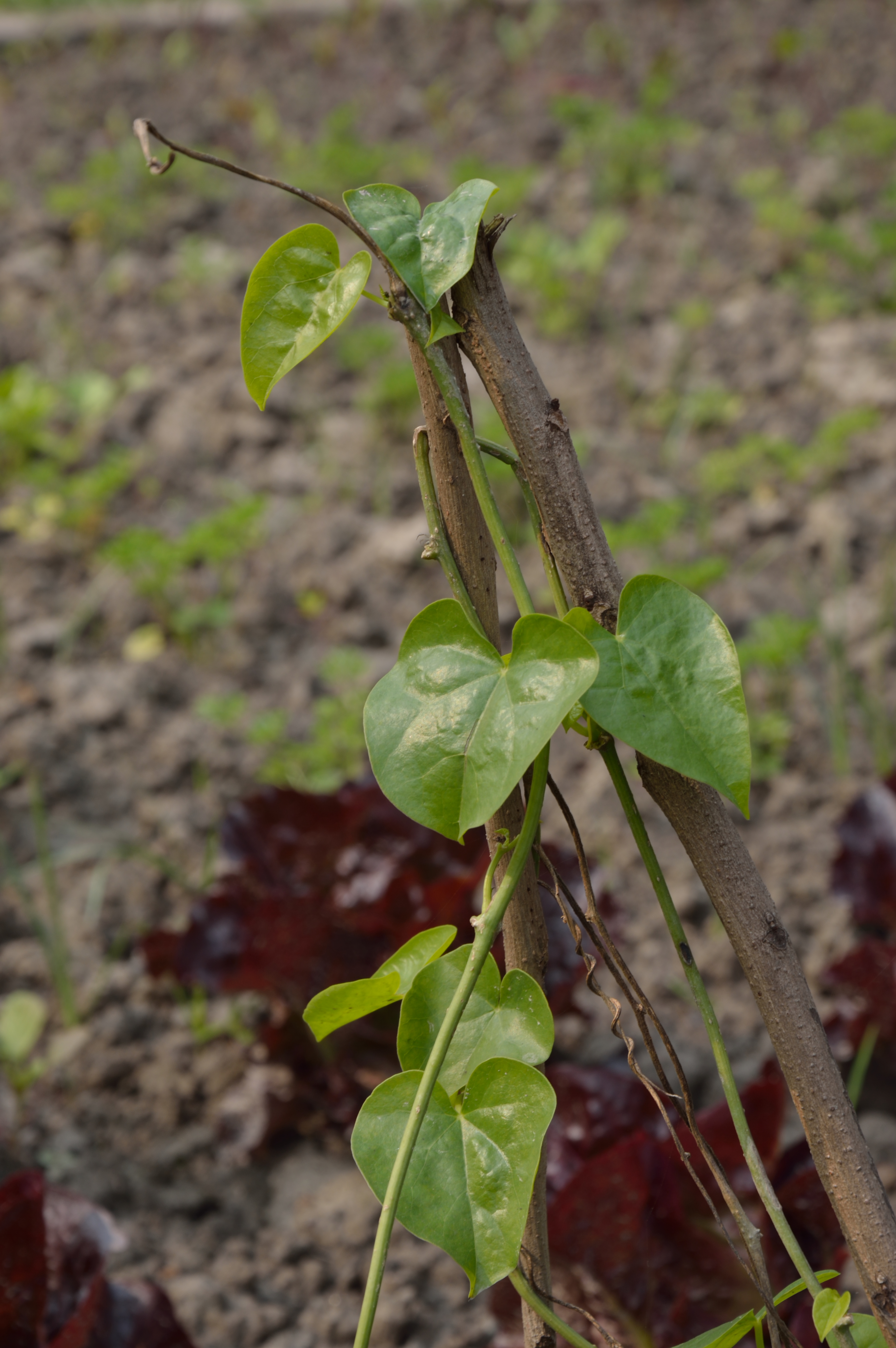
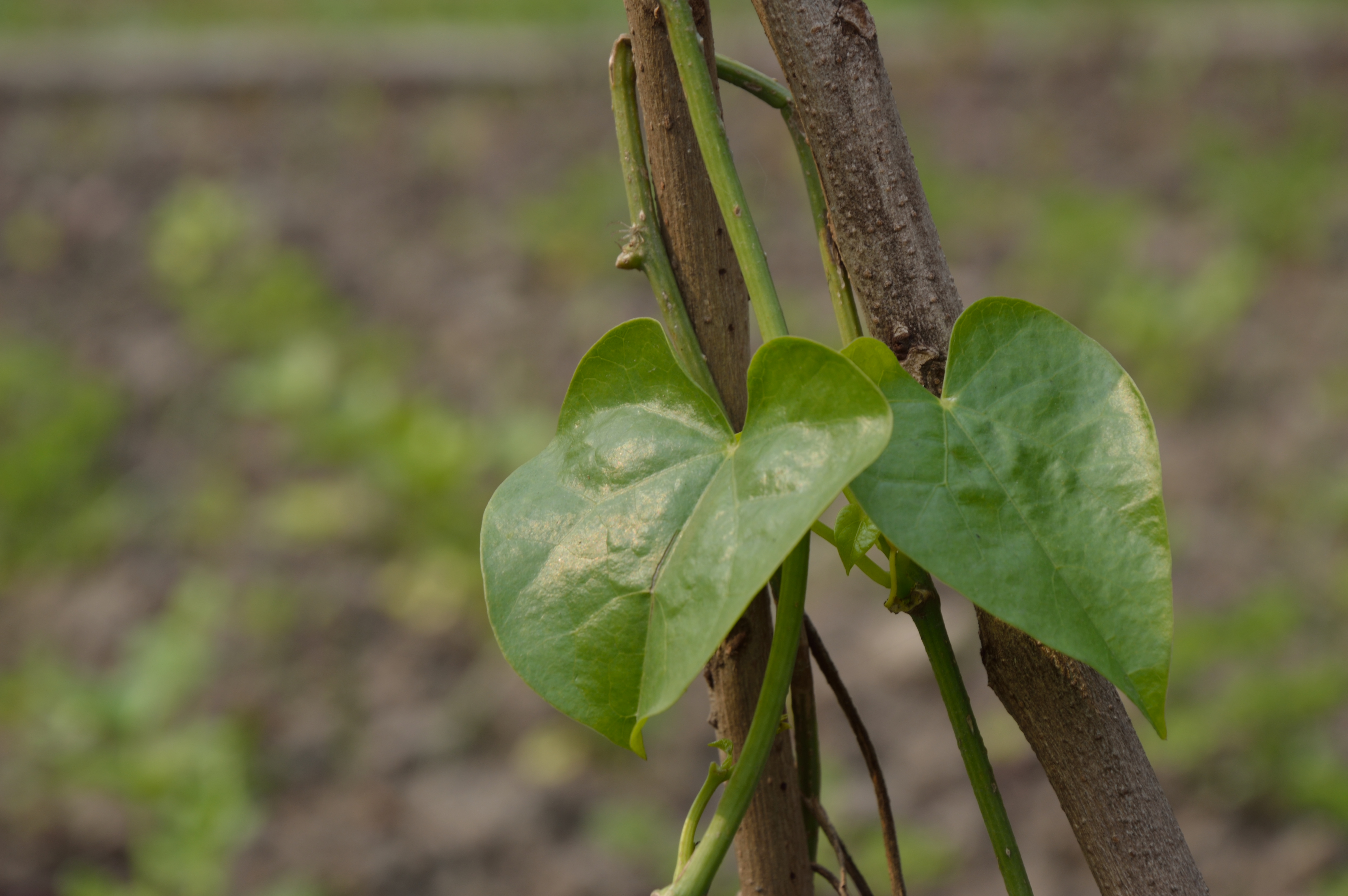
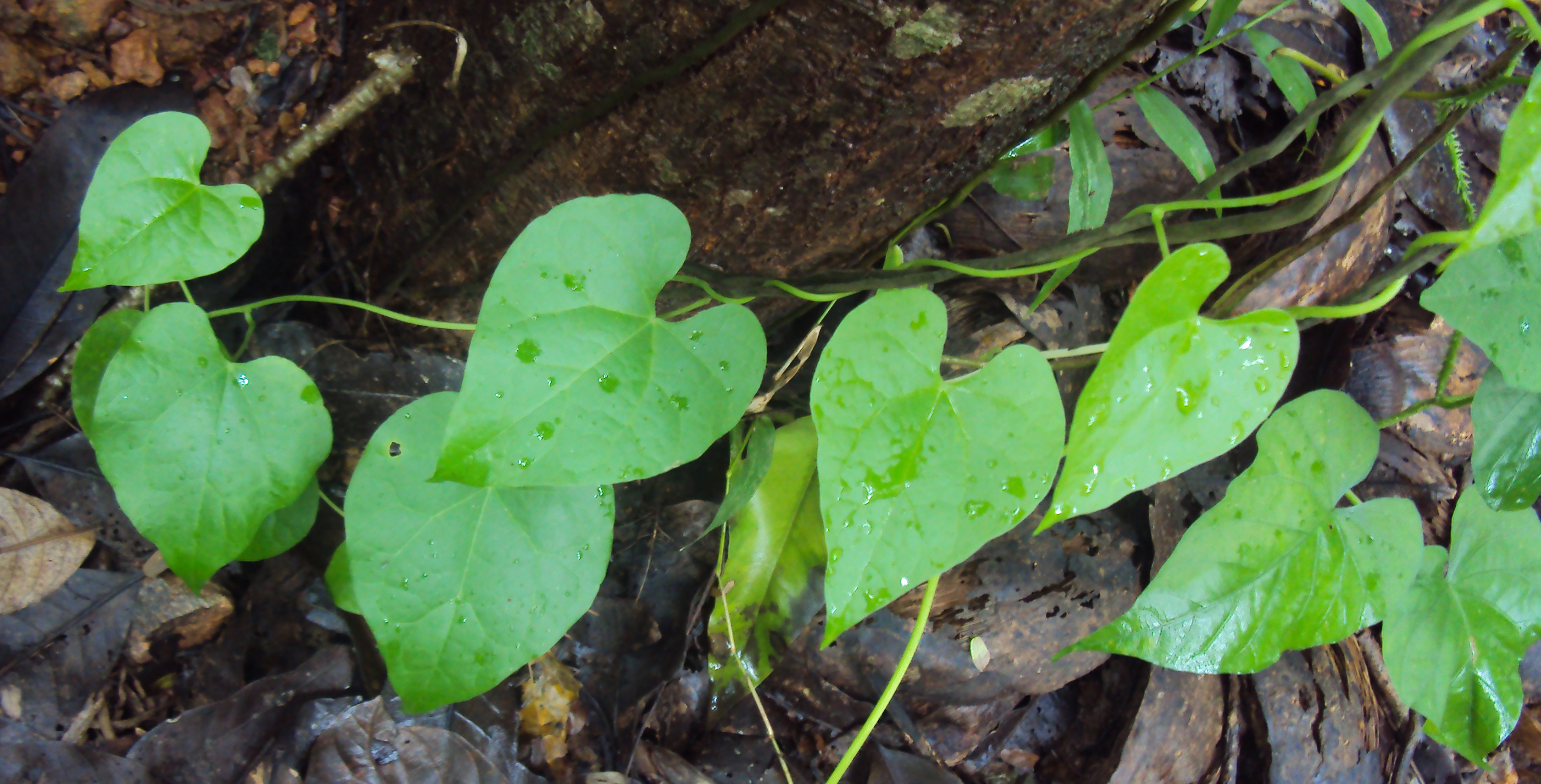
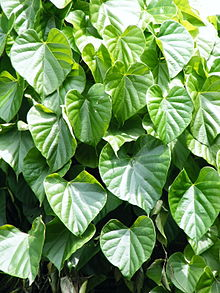
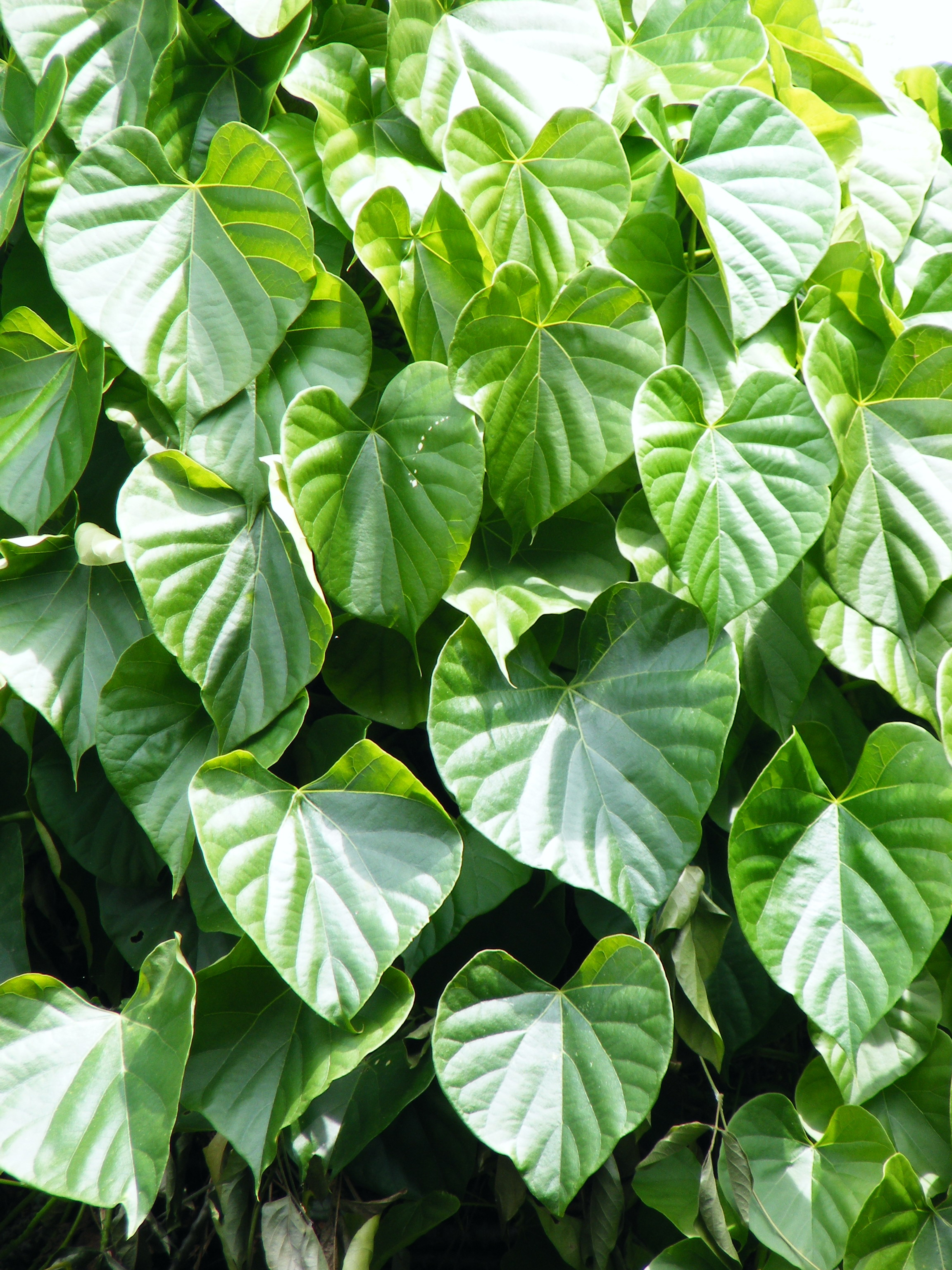

## Dottertaxa tillTinospora, i alfabetisk ordning[1]
- Tinospora angusta
- Tinospora arfakiana
- Tinospora baenzigeri
- Tinospora bakis
- Tinospora caffra
- Tinospora celebica
- Tinospora cordifolia
- Tinospora crispa
- Tinospora dentata
- Tinospora dissitiflora
- Tinospora esiangkara
- Tinospora formanii
- Tinospora fragosa
- Tinospora glabra
- Tinospora glandulosa
- Tinospora guangxiensis
- Tinospora hainanensis
- Tinospora hirsuta
- Tinospora homosepala
- Tinospora macrocarpa
- Tinospora merrilliana
- Tinospora mossambicensis
- Tinospora neocaledonica
- Tinospora nudiflora
- Tinospora oblongifolia
- Tinospora orophila
- Tinospora palminervis
- Tinospora penninervifolia
- Tinospora sagittata
- Tinospora scytophyllum
- Tinospora siamensis
- Tinospora sinensis
- Tinospora smilacina
- Tinospora subcordata
- Tinospora sumatrana
- Tinospora tenera
- Tinospora teysmannii
- Tinospora tinosporoides
- Tinospora trilobata